# 巴爾古津河

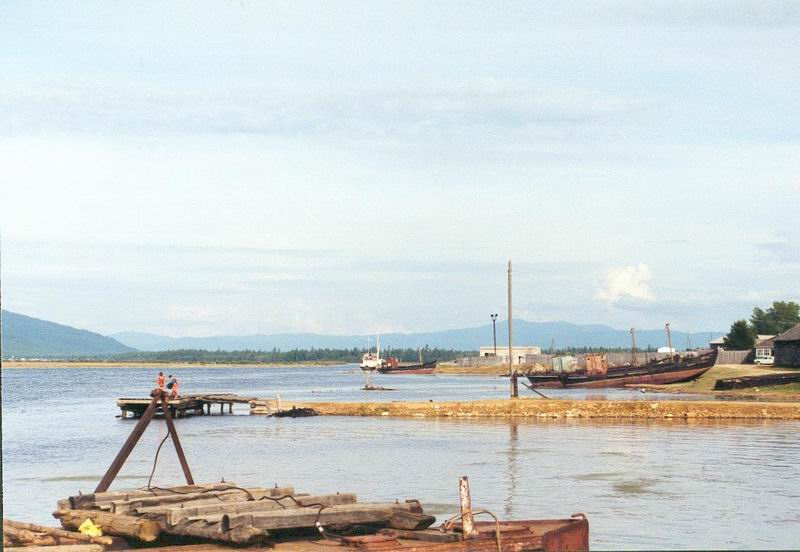
巴爾古津河口

巴爾古津河（羅馬化：reká Barguzín，羅馬化：Bargazhan gol）是位于俄羅斯聯邦布里亞特共和國巴尔古津区和库鲁姆坎区的河流，河道全長 480 公里，流域面積 21,100 平方公里，最終注入貝加爾湖，是貝加爾湖的第三大流入河流，從河口起 204 公里河道可讓船隻航行。